# 高井桃
高井 桃（たかい もも、1982年5月8日 - ）は、日本の元AV女優。茨城県出身。

## 略歴
2003年にソフト・オン・デマンド専属女優としてデビュー。出演動機は借金の返済のため。本人の希望により、各種パブリシティへの露出はNGであった。
ソフト・オン・デマンド専属を離れて以降は様々なメーカーの作品に出演。原則、セルビデオのみの出演であった。プレミアムの専属女優であった時期もある。
2006年の「美乳ハミ出し水着」（10月1日 MOODYZ）をもって引退。

## 作品

### アダルトビデオ

#### 2003年
- 超天然素材（11月20日 SOD）
- 監禁 〜美少女調教観察日誌〜（12月18日 SOD）

#### 2004年
- 高井桃と望月るあのオナニーのお手伝いしてあげる（1月8日 SOD） - 共演:望月るあ
- 禁断の花園 3 〜桃レズ地獄〜（2月19日 SOD） - 共演:杏野るり、林由美香
- ぶっかけ処女 〜超天然素材喪失〜（3月18日 SOD）
- Gcupの誘惑 高井桃（4月29日 オーロラプロジェクト）
- Gcupの誘惑 高井桃 2 Make up（5月15日 オーロラ・プロジェクト）
- Remix of 高井桃 水・蜜・桃（7月8日 SOD）
- お嬢さんとオヤジと温泉と…2（7月9日 アロマ企画）
- 泡姫調教（9月11日 オーロラ・プロジェクト） - 共演:内海歩、深海美帆
- 泡姫天使 〜バーチャル・ソープ（10月28日 オーロラ・プロジェクト）

#### 2005年
- 制服 着ちゃった！（1月27日 オーロラ・プロジェクト）
- ヴィーナス・ラヴァーズ（2月25日 オーロラ・プロジェクト） - 共演:菊原まどか
- ビデオショップのきれいなお姉さんがしてあげる（3月15日 ネクスト）
- 癒らし。1（4月28日 アウダースジャパン）
  - 癒らし。1 高井桃 廉価版（2012年1月7日 アウダースジャパン）
- 見世物小屋（5月13日 オーロラ・プロジェクト） - 共演:真弓あゆ
- 23歳 高井桃（5月31日 芳友舎） - レンタル版
- 恥ずかしいコト。（6月2日 アウダースジャパン）
  - 恥ずかしいコト。 高井桃 廉価版（2012年1月7日 アウダースジャパン）
- 巨乳ナース 高井桃（7月8日 GLAY'z）
- 高井桃（7月21日 芳友舎） - 「23歳」のセル版
- FACE86 DX（8月5日 アウダースジャパン）
  - FACE86 DX 高井桃 廉価版（2012年1月19日 アウダースジャパン）
- 催眠 赤 14 高井桃（8月5日 アウダースジャパン）
  - 催眠 赤 14 高井桃 廉価版（2012年1月7日 アウダースジャパン）
- PEACH PIE（8月6日 オーロラプロジェクト）
- 保健教師（12月22日 GLAY'z）
- 月刊 高井桃 完全版（12月23日 ケイ・エム・プロデュース）

#### 2006年
- 雌女anthology #026 女の口は嘘をつく。W edition（1月5日 アウダースジャパン、2012年1月7日再発売）[1][2]
  - 女の口は嘘をつく。 026 高井桃 廉価版（2012年1月7日 アウダースジャパン）
- 誘惑女教師 〜桃先生のハレンチ授業〜（7月7日 プレミアム）
- 桃尻、マンコ、超接写。（8月7日 プレミアム）
- ボクの彼女、高井桃。（9月7日 プレミアム）
- 美乳ハミ出し水着（10月1日 MOODYZ）

### アダルトビデオ（編集もの、BESTもの ほか）

#### 2004年
- 後背位MAX 朝河蘭 黒沢愛 高井桃 ほか（3月28日 SOD）多数出演
- おっぱいで窒息（ころ）して（8月6日 アロマ企画） - 5人出演のオムニバスもの 他出演:夏目しおん、花井ももか、海老原しのぶ 全5名
- おっぱいコレクション おぱーいがいぱーいの240min（8月19日 SOD）全30名
- お姉さんに優しい丁寧語でオモチャにされたい 2（8月27日 アロマ企画） - 4人出演のオムニバスもの 他出演:鳥越乃亜、一ノ瀬悠、海老原しのぶ 全4名
- デカ尻顔騎 〜窒息圧迫〜（9月10日 アロマ企画） - 5人出演のオムニバスもの 他出演:林不二子、真咲菜々、杉浦あや 全5名
- 無洗包茎フェラ（10月8日 アロマ企画） - 他5人出演のオムニバスもの 他出演:坂下みく、一色せな、春乃すもも、一ノ瀬悠、柿本彩菜 全6名
- ノーブラ揺れ乳、時々トップレス跳ね乳（10月8日 アロマ企画） - 6人出演のオムニバスもの 他出演:古谷清美、花井ももか、海老原しのぶ、相沢奈菜 全6名

#### 2005年
- 潮吹きスペシャルコレクション2003&2004 	夏目ナナ 高井桃 青木玲 ほか（2月17日 SOD）
- デジモ。ベストセレクション 8（3月4日 SOD）全7名
- 恥ずかしいコト。特別編集 五大元素集団視姦（6月2日 アウダース） - 5人出演のオムニバスもの 全5名
- CHEERS！ 9（9月21日 芳友舎） - 7人出演のオムニバスもの 全7名
- GLAY'z Dynamite！！ 2枚組8時間（12月9日 グレイズ）多数出演

#### 2006年
- 恥ずかしいコト。シリーズ BEST 5（1月27日 アウダースジャパン）全5名
- 癒らし。シリーズ BEST 5（1月27日 アウダースジャパン）全5名
- お姉さんとしようよ！（2月3日 グレイズ）全9名
- 超デジモ 高井桃（2月17日 レアル・ワークス）
- プレミアデジタルモザイク VOL.007 高井桃（6月7日 プレミアム）
- 雌女anthology special ♯008 人妻の口は嘘をつく。 2（6月16日 アウダースジャパン）全9名
- REAL SUPER BEST 8時間 2（7月21日 レアル・ワークス）全14名
- 増刊 ちょっとイイ女 BEST ～月刊シリーズを彩った女たち～（7月28日 ケイ・エム・プロデュース）全6名
- プレミアムセックス THE本番 Vol.007 高井桃（12月28日 プレミアム）

#### 2007年
- 超絶品ボディ4時間（1月13日 ムーディーズ）全11名
- Best of 高井桃 ｢モザイク改良版｣（2月15日 アウダースジャパン）
- 高井桃プレミアムベスト（3月7日 プレミアム）
- ミリオンオムニバスコレクション 21極選！強制ディープスロート 4時間 2（3月16日 ミリオン）全20名
- VERY BEST OF おかず。2 立花里子 乃亜 新堂有望 高井桃 ほか（3月16日 ケイ・エム・プロデュース）
- 夜嬢の口は嘘をつく。 2（3月22日 アウダースジャパン）全9名
- 助平 混浴温泉。 美女と密着、五湯巡り。ムフフな混浴 BEST！（5月13日 アロマ企画）全5名
- 超デジモBEST 4時間 レアルゲスト編（5月18日 レアル・ワークス）全7名
- 手コキEXCITING 4時間（8月1日 NIRVANA）全17名
- 人気女優5人素撮り SP（8月2日 アウダースジャパン）全5名
- 性欲総合病院 ナースのお仕事 Blu-ray COLLECTION（8月3日 グレイズ）全6名
- プレミア女優のフェラチオBEST 1（8月7日 プレミアム）全15名
- 女子校生からお姉さんからOLさん 8変化 高井桃 アロマ企画 出演作BEST（8月13日 アロマ企画）
- スケベでキレイなお姉さんがしてアゲル（8月15日 ジェイモデル）全6名
- ナース ANGEL 4時間（9月1日 NIRVANA）全7名
- プレミア女優の美尻コレクション（9月7日 プレミアム）全7名
- 高井桃コンプリート・ベスト4時間未公開映像付き（10月7日 プレミアム）
- お掃除フェラ 2 4時間（11月2日 グレイズ）多数出演
- これがなっ得モザイクだ！ 超デジモのヌキサシ！ 交尾 4時間（12月17日 レアル・ワークス）全15名

#### 2008年
- プレミア女優のフェラチオBEST 2 4時間（1月7日 プレミアム）全20名
- 予備催眠SP（1月25日 アウダースジャパン）全9名
- DX 見世物小屋（3月22日 オーロラ・プロジェクト）全5名
- プレミア女優30人に濃厚舌上、顔面発射！（4月7日 プレミアム）全30名
- 高井桃・オーロラパーフェクトコレクション950（5月1日 オーロラプロジェクト・アネックス）
- プレミア女優の騎乗位FUCK 4時間スペシャル（5月7日 プレミアム）全24名
- 誘惑女教師～淫らな授業4時間スペシャル～（5月7日 プレミアム）全6名
- フェラチオspecial 1 癒らし。Version（5月16日 アウダースジャパン）全10名
- アイドル寝起き襲撃 4時間（5月23日 million）全21名
- 泡姫コレクション 高井桃 菊原まどか 宮地奈々（8月13日 オーロラプロジェクト・アネックス）全3名
- プレミア女優の結合部 BEST 4時間（8月24日 プレミアム）全24名
- 高井桃8時間プレミアム完全版（9月5日 プレミアム）
- プレミア女優の騎乗位FUCK（11月24日 プレミアム）全22名

#### 2009年
- 3Pコレクション（1月25日 オーロラプロジェクト・アネックス）全22名
- 催眠乱戯 ～ヒプノドールズ～ りん 美香（5月1日 RMQプロジェクト）※「美香」名義 アイドルDVD
- 極選！潮吹き4時間 4（5月22日 million）全14名
- 催眠乱戯 ～ヒプノドール美香～（6月1日 RMQプロジェクト）※「美香」名義 アイドルDVD
- 100人顔射 2枚組6時間（8月7日 グレイズ）全100名
- PREMIUM グレイテスト・ヒッツ5時間 Vol.02（9月7日 グレイズ）多数出演
- 性欲総合病院 ナ～スのお仕事（10月4日 グレイズ） - 他出演:ほしのみゆ、日向ゆず葉、姫野りむ、折原まみ、一色あずさ
- 女教師プレミアムBEST 8時間スペシャル（10月7日 プレミアム）全18名
- 見世物小屋 オールフルサイズ パーフェクトコレクション（12月19日　オーロラプロジェクト・アネックス） - 他出演:菊原まどか、鈴木あすか、天衣みつ、窪塚歩美 全5名

#### 2010年
- 看護婦 2枚組8時間（6月4日 グレイズ）全25名
- お掃除フェラ4時間 6（7月2日 グレイズ）全50名

#### 2011年
- プレミア女優の美脚×ストッキング 官能フェティシズム8時間（5月7日 プレミアム）全18名
- プレミアム5周年記念傑作選 8時間（6月7日 プレミアム）多数出演
- 後ろから突いて！ BACK-FUCK BEST8時間（10月7日 プレミアム）全42名

#### 2012年
- プレミア女優の美尻コレクション8時間 6（2月7日 プレミアム）全17名
- 巨乳AV女優の頂点 2000年代セレクション（4月13日 オールアダルトジャパン）全24名
- エロエロ催眠術SP 2（4月19日 アウダースジャパン）全10名
- 後ろから突いて！ BACK-FUCK-BEST 8時間 2（5月7日 プレミアム）全47名
- プレミア女優がイキまくる！ 絶頂の瞬間BEST8時間スペシャル（6月7日 プレミアム）全31名
- 水着でエッチしよ！ 16時間100名（8月19日 ROOKIE）全100名
- 高井桃＆ほしのみゆW PREMIUM BOX16時間（12月7日 プレミアム） - 他出演:ほしのみゆ

#### 2013年
- アナタを見つめてチ○ポをパクッ！ 主観でフェラチオ8時間BEST（3月7日 プレミアム）全25名
- PREMIUM BEST 高井桃 4時間（4月12日 TMA）
- プレミア美尻のアナルむき出しFUCK 8時間（5月7日 プレミアム）全31名

#### 2014年
- 美しい女教師たちの痴態と性交 8時間BEST（5月7日 プレミアム）全20名
- 至福のひととき 目覚めの朝勃ちSEX8時間（11月7日 プレミアム）全16名

#### 2015年
- 車の中で隠れてHしよう ドキドキ車内淫行5時間（1月7日 プレミアム）全15名
- お姉さんのアナルむき出しファック50連発4時間（4月7日 プレミアム）全50名

#### 発売年不明
- FACEシリーズ BEST 5（アウダースジャパン PSSD-038）DVD 全5名
- 女子校生の口は嘘をつく。 2（アウダースジャパン PSSD-044）DVD 全7名
- ナースの口は嘘をつく（アウダースジャパン PSSD-052）DVD 全9名
- 先生の口は嘘をつく。 3（アウダースジャパン PSSD-062）DVD 全7名

## 書籍

### 雑誌
- new URECCO 2005年4月号（ミリオン出版）
- EXエキサイティングDVD 2005年9月号（ビデオ出版）